# Amt Zarrentin
La comunità amministrativa di Zarrentin (Amt Zarrentin) si trova nel circondario di Ludwigslust-Parchim nel Meclemburgo-Pomerania Anteriore, in Germania.

## Suddivisione
Comprende 5 comuni  (abitanti il 31 dicembre 2022):
1. Gallin (589)
2. Kogel (664)
3. Lüttow-Valluhn (863)
4. Vellahn (2 788)
5. Zarrentin am Schaalsee, Città * (5 484)

Il capoluogo è Zarrentin am Schaalsee.